# 天清节
天清节，是金朝天会元年至十二年间（1123年－1134年）庆祝皇帝诞辰的节日。“天清节”是金太宗完颜晟登基称帝后的生日，是每年的农历十月十五日。金太宗在位期间，每年的天清节，都有群臣和各国使节前来祝贺。
根据《大金集礼》卷二十三的记载：“太宗皇帝十月十五日天清节受百官及外国使朝贺。”这个名称一直沿用至金太宗逝世。金熙宗时期皇帝的生日称作“万寿节”。
关于天会元年至十二年间的天清节，《金史》卷三《太宗本纪》有详细的记录。

## 金朝其他生日
- 金熙宗萬壽節
- 金世宗萬春節
- 金章宗天壽節
- 完顏永濟萬秋節
- 金宣宗長春節
- 金哀宗萬年節